# ナノブレイカー
ナノブレイカー（NANOBREAKER）はコナミから発売されたPlayStation 2用のヴァイオレンスアクションゲーム。

## 概要
ナノマシンの暴走を食い止めるために、実験施設のある島へ送り込まれた軍事サイボーグ兵士「ジェイク」の戦いを描く。発売当初は激しい流血（厳密にはオイルである）と肉体損壊描写のため、CEROの審査で18才以上対象ソフトとして発売されたが、後のレーティング制度改正によって購入の規制がされないD区分（17才以上対象ソフト）へ変更となった。
主なシステムは、敵を攻撃することでオイルが噴出し、オイルを浴びることでパワーアップしていく。一定量浴びると、ジェイクの基本能力が一時的に上昇し、特殊技を使用することが出来る。攻撃は、剣、鎌、ハンマー、槍など多彩で、攻撃の仕方によっては一撃必殺やより多くのオイルを噴出させることが出来る。

## 余談
コナミが製作している遊戯王デュエルモンスターズにこのゲームをモデルとした『ナノブレイカー』というモンスターカードが存在する。容姿はほぼ同じだがこちらは女性で描かれている。